# Negin Khpalwak
Negin Khpalwak, née en 1997 à Kounar (Afghanistan), est une cheffe d’orchestre afghane. C’est la première femme afghane à exercer cette profession. Depuis sa création en 2014, elle dirige le Zohra, premier orchestre féminin d’Afghanistan. En février 2017 le groupe de jeunes femmes a joué au Forum économique mondial de Davos en Suisse.

## Biographie
Negin Khpalwak naît en 1997 dans une famille pauvre de Kounar, une région du nord-est de l'Afghanistan au cœur de l'insurrection talibane. Dans cette province afghane la musique est alors interdite. Pour pouvoir étudier la jeune fille est confiée à un foyer pour enfants à Kaboul. À 9 ans, elle découvre les émissions musicales et noue une passion pour la musique. Quatre ans plus tard, elle joint l'Institut national afghan de musique fondé par Ahmad Naser Sarmast. Deux cents élèves jouent à ses côtés, dont un quart sont des filles. À ses débuts, Negin Khpalwak pratique le sarod, instrument traditionnel à cordes pincées. Elle découvre ensuite le piano.
Née dans une famille pachtoun, elle ne pouvait partager cette passion avec ses proches. Ses premiers pas musicaux sont, dans un premier temps, restés secrets. Elle obtient ensuite le soutien de son père. Une fois devenue une personnalité publique, Negin Khpalwak a reçu plusieurs menaces de mort de la part de fondamentalistes islamistes mais aussi de membres de sa famille. Malgré cela, elle ne se résigne pas : « Je n'accepterai jamais la défaite. Je continuerai à jouer de la musique. Non, je ne me sens pas en sécurité, mais quand les gens me voient et s'exclament “C'est Negin Khpalwak”, cela me remplit d'énergie ».

## Carrière
En 2013, alors qu'elle était en tournée américaine, le Wall Street Journal témoigne que « ses solos charment les spectateurs du Carnegie Hall, à New York, et du Kennedy Center, à Washington ».
En février 2017, Negin Khpalwak et l'orchestre Zohra jouent pour la premiere fois à l'extérieur de l'Afghanistan au Forum économique mondial de Davos, avant d'entamer leur tournée suisse et allemande. Au sein de l'orchestre, Zohra Negin a pour objectif de changer l'opinion internationale sur son pays et sensibiliser aux questions des droits des femmes.
Dans une interview pour « Women and Girls » de News Deeply, Negin Khpalwak affirme vouloir étudier davantage la musique à l'international, pour ensuite revenir en Afghanistan et créer d'autres orchestres.